# لدائن حلولة حيويا

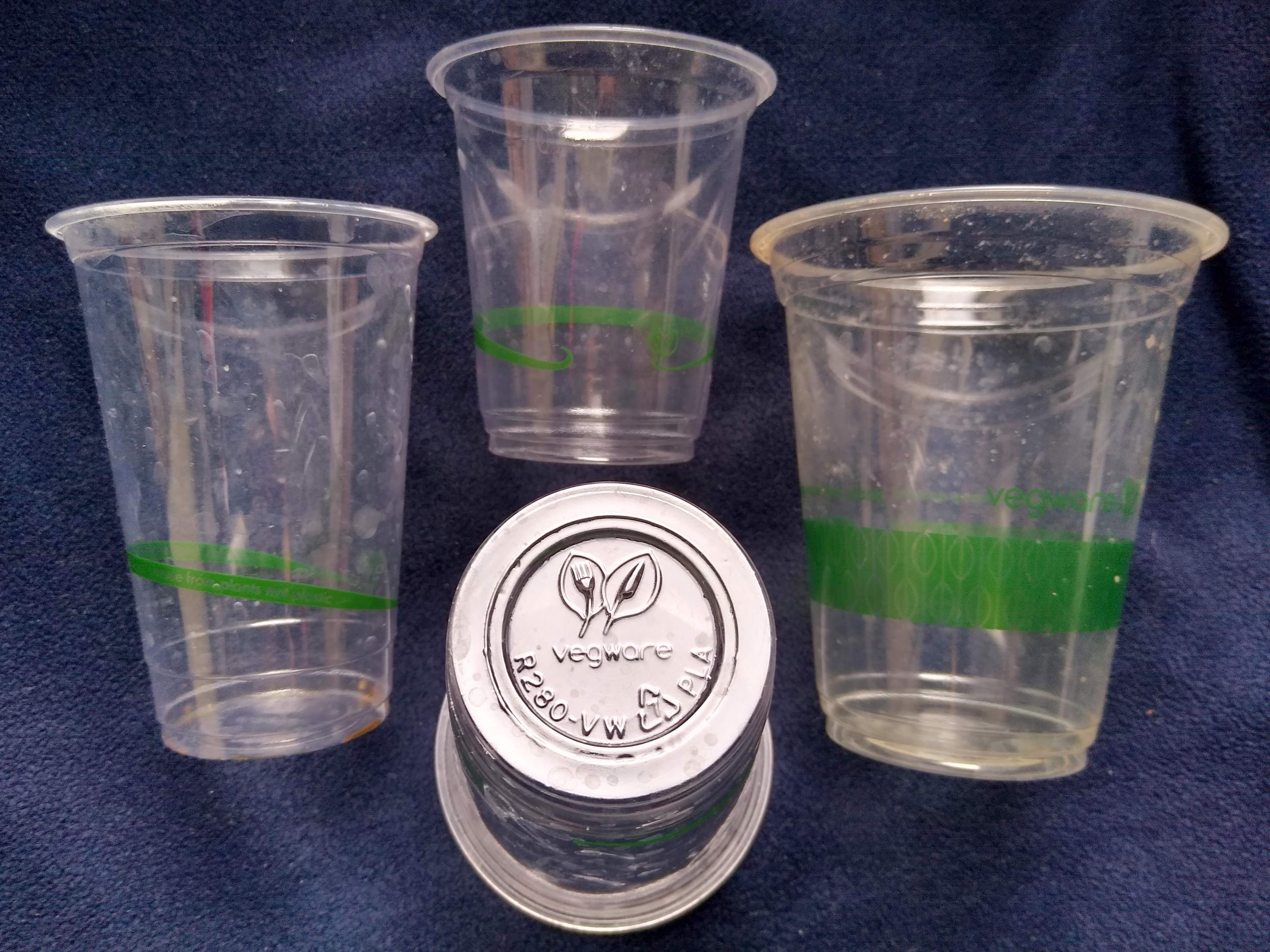
أكواب لدينة يمكن التخلص منها مصنوعة من لدين حلول حيويًا

اللدائن الحَلولة حيويًا أو اللدائن قابلة التحلل الحيوي هي مواد لدينة يمكن أن تتحلل بفعل الكائنات الحية وخاصة الدقيقة إلى الماء وثاني أكسيد الكربون وكتلة حيوية.  عادةً ما تُنتج اللدائن الحلولة من مواد خام متجددة أو كائنات دقيقة أو كميائيات نفطية أو أمزجة أخُريات. 
مصطلحا لدين حيوي ولدين حلول حيويًا متشابهان ، إلا أنهما ليسا مترادفين. ليست كل اللدائن الحيوية (اللدائن المشتق جزئيًا أو كليًا من الكتلة الحيوية) قابلة تحلل حيوي، وبعض اللدائن قابلة تحلل الحيوي تعتمد على النفظ بالكامل. نظرًا لأن المزيد من الشركات حريصة على أن يُنظر إليها بأنها تتمتع بأوراق اعتماد «صديقة للبيئة»، فإن الحلول مثل استخدام اللدائن الحيوية تُبحث بعمق وتُطبق تطبيقًا أوسع. لا يزال تعريف اللدائن الحيوية قيد المناقشة. تُستخدم العبارة استخدامًا متكررًا للإشارة إلى مجموعة واسعة من السلع المتنوعة التي قد تكون ذات أساس حيوي أو قابلة تحلل أو كليهما. قد يعني هذا أن المبلمرات المصنوعة من الزيت يمكن وصفها بأنها «لدينة حيويًا» حتى لو لم تكن تحتوي على مكونات حيوية على الإطلاق. ومع ذلك ثمة العديد من المتشككين الذين يعتقدون أن اللدين الحيوي لن يحل المشاكل التي يتوقعها الآخرون. 